# Antycyklon

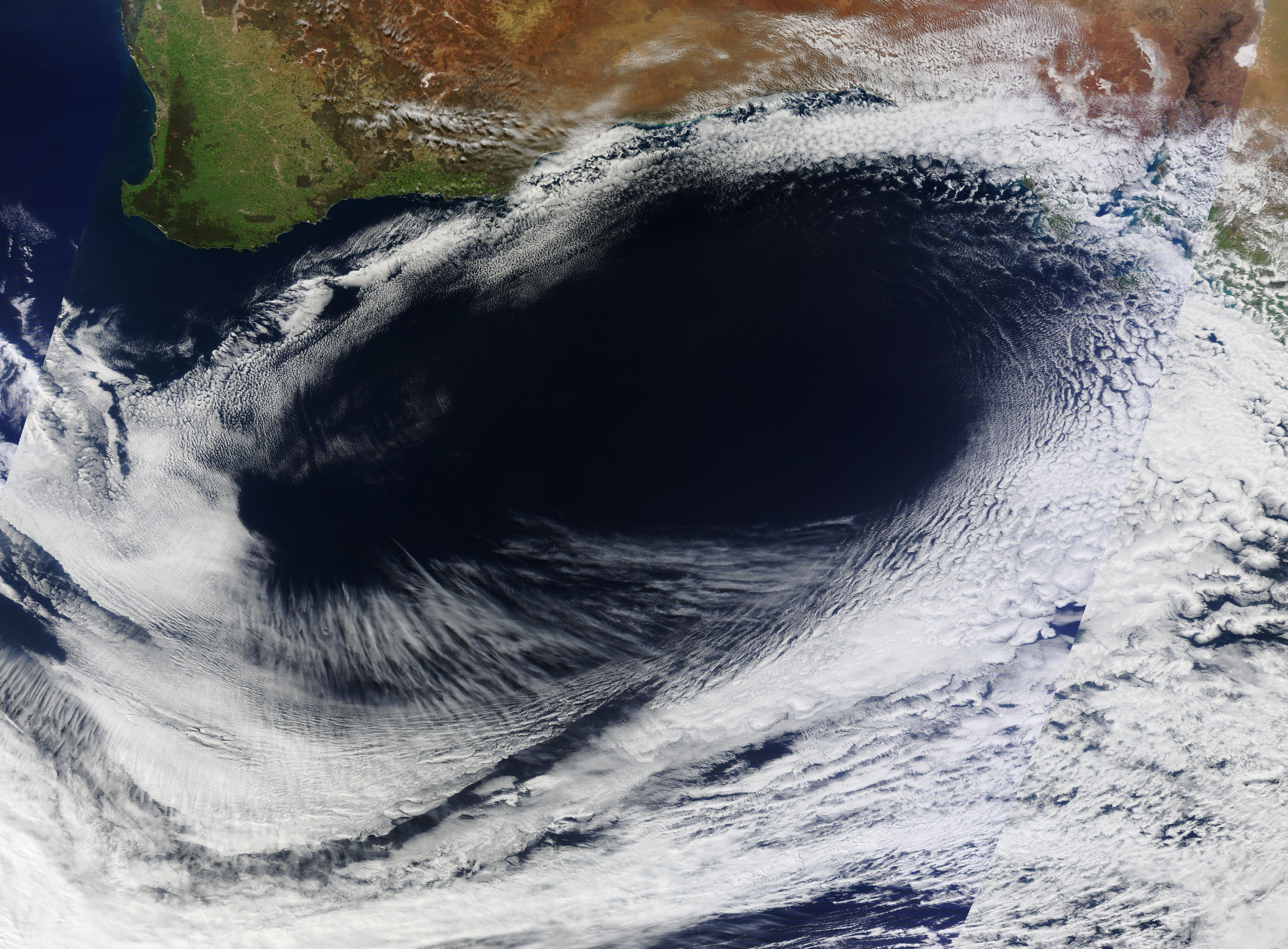
Nietypowo wyraźny antycyklon na południe od Australii, z dostrzegalną spiralną strukturą chmur otaczających bezchmurny obszar wysokiego ciśnienia

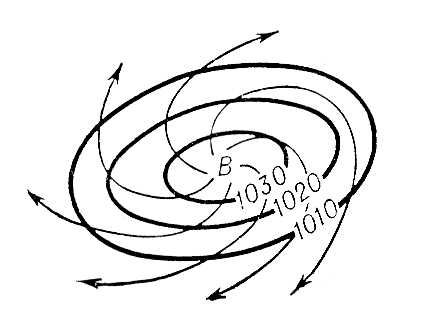
Izobary i schemat cyrkulacji powietrza wokół obszaru wysokiego ciśnienia na półkuli północnej (oznaczonego literą В)

Antycyklon – rodzaj cyrkulacji atmosferycznej typowej dla wyżów barycznych. Pojęcie antycyklonu często bywa traktowane jako synonim wyżu.
Cyrkulacja powietrza w obrębie antycyklonu ma kierunek przeciwny do kierunku ruchu obrotowego Ziemi, co oznacza, że na półkuli północnej ma kierunek zgodny z kierunkiem ruchu wskazówek zegara, zaś na półkuli południowej ma kierunek przeciwny. Wynika to z działania efektu Coriolisa. Kierunek wiatru jest przeciwny niż w przypadku cyklonu, związanego z niżem barycznym.
Antycyklony są zjawiskiem częstym w strefie klimatów zwrotnikowych. Obszar objęty cyrkulacją antycyklonalną może mieć ponad 2000 km średnicy, pozostawać w miejscu lub przemieszczać się z prędkością do 30 km/h. Antycyklony są zwykle mniej mobilne niż cyklony. Tworzą je wielkie masy zstępującego powietrza. Wewnątrz obszaru objętego antycyklonem zachmurzenie jest zazwyczaj niskie i nie ma opadów. W średnich szerokościach geograficznych latem powietrze wewnątrz jest gorętsze, a zimą zimniejsze niż poza obszarem wyżu.

## Poza Ziemią

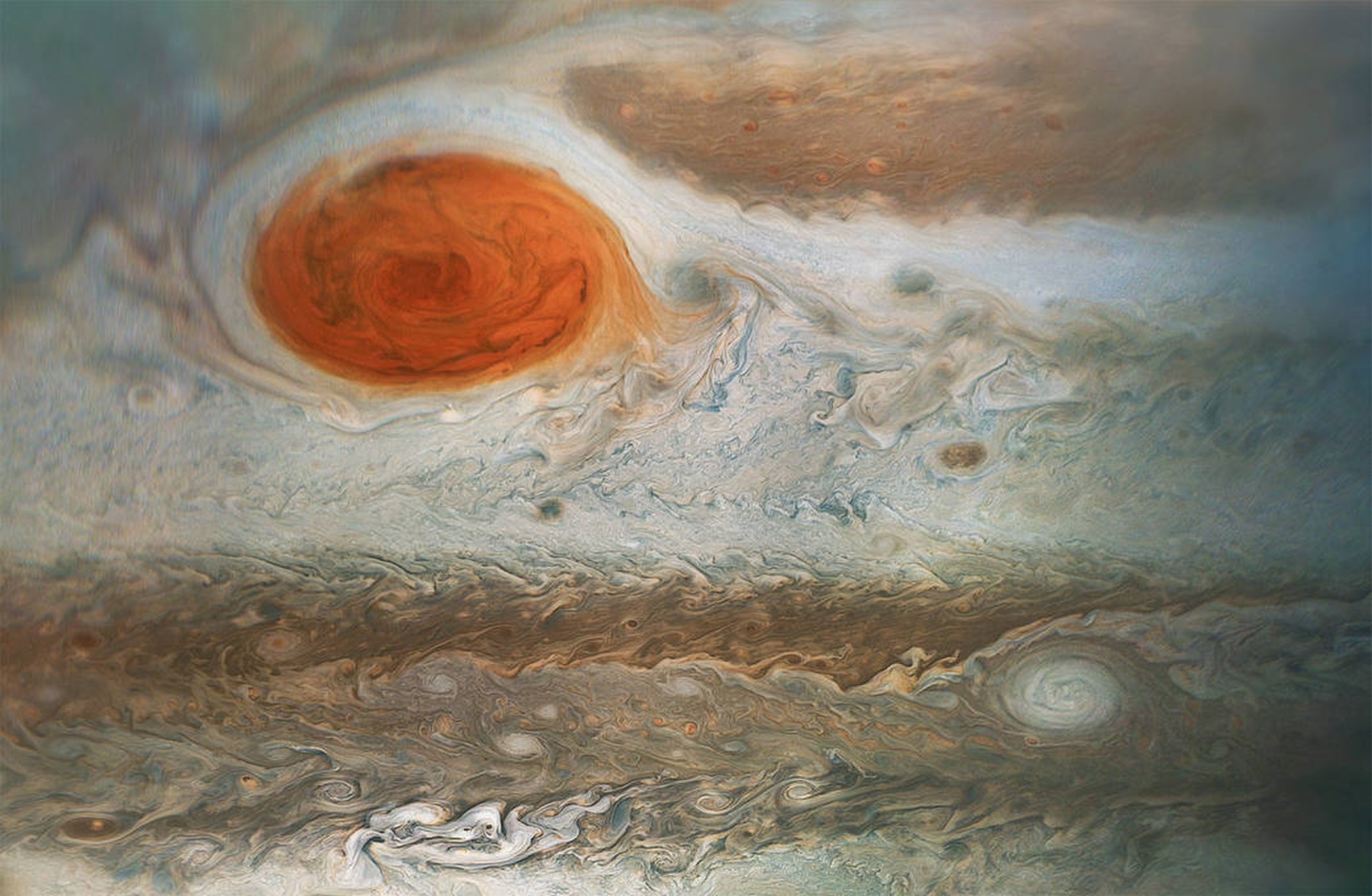
Wielka Czerwona Plama i inne układy chmur na Jowiszu

Antycyklony występują także w atmosferach innych planet, największe tego typu struktury w Układzie Słonecznym są obserwowane na planetach-olbrzymach. Wielka Czerwona Plama na Jowiszu jest antycyklonem istniejącym od co najmniej XVII wieku, o średnicy większej od Ziemi. Na Neptunie obserwowane jest pojawianie się i zanikanie antycyklonów podobnych do Wielkiej Ciemnej Plamy, obserwowanej przez sondę Voyager 2 w 1989 roku.